# ماريا دعدوش
ماريا دعدوش هي كاتبة وروائية سورية من مواليد 1970. حازت رواياتها للفتيان على عدة جوائز مثل رواية لغز الكرة الزجاجية الحائزة على جائزة الشيخ زايد للكتاب و كوكب اللامعقول التي فازتبجائزة كتارا للرواية العربية عن فئة الكتابة للناشئين، 2018.و أريد عيونا ذهبية التي حازت على جائزة عبد الحميد شومان للخيال العلمي.2019. رواية القلب خلف الضلع تماما الحائزة على جائزة خليفة التربوية 2020. تمت ترجمة العديد من اعمالها إلى اللغات الأخرى.

## السيرة الذاتية
ماريا دعدوش، كاتبة وروائية سورية ولدت في مدينة دمشق، سوريا في عام 1970. درست الكتابة الابداعية في جامعة لوس أنجلس - كاليفورنيا ونالت شهادة الاقتصاد السياسي من جامعة دمشق  بدأت دعدوش مسيرتها الأدبية في مجلة «فلة» للفتيات والتي كان لها دور كبير في إنشاءها عام 2005 وكتبت فيها مئات المقالات والقصص. كما أنها كتبت أنيميشن «ماوية القرطبية» لقناة سبيستون وكتبت أيضا لمسلسل كوميدي «مرايا».
كتبت ماريا خلال السنوات الماضية العديد من روايات اليافعين والفتيان والقصص المصورة باللغتين العربية والأنكليزية. كما ترجمت بعض أعمالها إلى لغات أخرى. مثل «ذبابة طارت فوق البركة» ورواية «أريد عيونا ذهبية» الحائزة على المرتبة الأولى في جائزة عبد الحميد شومان لرواية الخال العلمي والتي ترجمتها جامعة أوستن في تكساس إلى اللغة الإنجليزية. و "جدتي سنية لا تخبز الحلويات“ و  ”أبي عندي سؤال“ و ”لا نستطيع بعد“ وغيرها.
كما كتبت ماريا العديد من الكتب المصورة للأطفال وتم تكريم العديد منها مثل كتاب أنا وهو الذي حاز على جائزة الملتقى العربي لناشري كتب الأطفال وظهر في كتالوج Arabische KinderliteraturKatalog-klein 2019. , وكتاب أريد أما أخرى الذي ظهر في Arabische KinderliteraturKatalog-klein 2018 وكتاب  [ Omar and Oliver The Super Eidilicious Recipe]الذي حاز على جائزة [ Daybreak]كما ظهرت كتبها المصورة على القوائم القصيرة لجوائز هامة مثل كتاب "بنطالي قصير علي" الذي ظهر على قوائم "جائزة الاتصالات" والذي اختارته قائمة [ white Raven]وظهر كتابها ” لا نستطيع بعد“ "على القائمة القصيرة لجائزة الملتقى" لناشري كتب الأطفال كما أنها قدّمت دورات ودروس في الكتابة الإبداعية برعاية "منصة عصافير" في دولة الإمارات لتدريب النساء على الكتابة وقامت أيضا بتدريس المساق الافتراضي لتعليم الكتابة الإبداعية الوحيد المفتوح للعموم بالتعاون مع منصة إدراك (موقع) «إدراك» المجانية للتعليم الإلكتروني الجماعي المفتوح.

## المؤلفات

### روايات
- الزفت الأبيض[15]، دار الياسمين للنشر والتوزيع، 2023 (ردمك:9789957682248)
- كوكب اللامعقول[16]، كتارا، 2019 (ردمك:9789927134500)
- أريد عيونا ذهبية[17]، باللغة الإنجليزية، جامعة أوستن في تكساس، 2019 (ردمك: 9786140301078)
- القلب خلف الضلع تماما[18]، دار الياسمين للنشر والتوزيع، 2020(ردمك: 978-9957-682-25-5)
- لغز الكرة الزجاجية
- سلسلة تيم وسامي، لغز الباب الخشبي، دار الساقي للطباعة والنشر، لبنان 2016 (ردمك: 9786140301078)
- سلسلة تيم وسامي، سر النمو السحري[19]، دار الساقي للطباعة والنشر، لبنان، 2017 (ردمك:9786140301177)
- سلسلة تيم وسامي، أريد أما أخرى، دار الساقي للطباعة والنشر، لبنان، 2017 (ردمك:9786140301535)
- سلسلة تيم وسامي، سمسوم دوت كوم، دار الساقي للطباعة والنشر، لبنان، 2018 (ردمك:9786140301856)
- سلسلة تيم وسامي، ماذا يخفي ياسر؟، دار الساقي للطباعة والنشر، 2020 (ردمك:9786140321403)
- سلسلة كرمة كراميلا - من أخذ قلمي المشمشي[20] دار الياسمين للنشر والتوزيع، 2018 (ردمك:9789957682170)
- سلسلة كرمة كاراميلا - فتاة الليرات الذهبية[21]، دار الياسمين للنشر والتوزيع، 2018 (ردمك:9789957682187)
- سلسلة كرمة كاراميلا - مشكلة كبيرة[22]، دار الياسمين للنشر والتوزيع، 2018 (ردمك:9789957682156)
- سلسلة كرمة كاراميلا - لا أريد أن أذهب إلى المسبح[23]، دار الياسمين للنشر والتوزيع، 2019 (ردمك:9789957682262)
- سلسلة كرمة كاراميلا - في مدرستي لص، دار الياسمين، الأردن، 2020 (ردمك:9789957682279)

### كتب أطفال
- أنا وهو[24]، دار الياسمين للنشر والتوزيع، 2018 (ردمك:9789957682163)
- هل يروق لك المخطط مع المرقط، دار العلم للملايين، 2018 (ردمك:9786146372263)
- سلسلة الأميرة دانة بنفسج لانة - واحد تبخيرة... اثنان أنت أميرة، - دار نشر كادي ورمادي، السعودية، 2018 (ردمك: 9786039112105)
- سلسلة الأميرة دانة بنفسج لانة -أريد فستانا له ذيل دار نشر كادي ورمادي، السعودية، 2018
- سلسلة الأميرة دانة بنفسج لانة - أريد أن أنظر من ثقب الباب دار نشر كادي ورمادي، السعودية، 2018
- سلسلة الأميرة دانة بنفسج لانة - أين اختفت مامي دار نشر كادي ورمادي، السعودية، 2019 (ردمك:9786039128533)
- سلسلة الأميرة دانة بنفسج لانة - من أكل الآيسكروت دار نشر كادي ورمادي، السعودية، 2019 (ردمك:9786039128540)
- الأرنب نبهان، دار نهضة مصر، مصر، 2019 (ردمك: 9789771457800)
- عندما أصابت كرتي عصير التفاح، دار أصالة، لبنان، 2020 (ردمك: 3-382-95-9953-978)
- بنطالي قصير علي، دار السلوى، الأردن، 2020 (ردمك: 0-097-04-9957-978)
- لا نستطيع بعد، دار نهضة مصر، مصر، 2020 (ردمك: 9789771458975 5)
- لا تدع جودي تخرج دون معطف، دار الياسمين، الأردن، 2020 (ردمك:9789957682408)
- سلسلة عمر وأولفير - حلوى العيدلّشيس (العنوان الأصلي: Omar and Oliver Series - The Super Eidilicious Recipe)، دار رمانة للنشر، الولايات المتحدة الأمريكية، 2020 (ردمك: 9780999061084)
- زاكدام لا يمكنه الرقص، دار المستقبل، 2018
- جدتي سنية لا تخبز الحلويات، مكتبة الملك عبد العزيز 2020 (ردمك: 9786038248416)
- وقت ماما بوت الخاص، دار المستقبل 2022
- إنه لي، دار أصالة 2022 (ردمك: 9789953954400)
- أبي عندي سؤال، مكتبة الملك عبد العزيز 2022 (ردمك: 9786038248584)
- من أخذ العربة، نهضة مصر 2022

#### كتب إلكترونية
- ذبابة طارت فوق البركة، منصة عصافير، 2018
- جاد وبذور العنب السحرية، منصة عصافير، 2018
- مذكرات فتى مريخي، منصة عصافير2018
- زاكادام لا يمكنه الرقص، منصة عصافير، 2018
- جزيرة التسريحات الواقفة، منصة عصافير، 2018
- وقت ماما بوت الخاص، منصة عصافير، 2018
- مكّوك الشباب الدائم، منصة عصافير، 2018
- مغامرة ضفدع كان أميرا، منصة عصافير، 2018
- جزيرة التسريحات الواقفة، منصة عصافير، 2018
- ثعبان في البستان، منصة IREADARABIC، 2018
- كيف أعتني بماما، منصة IREADARABIC، 2018
- زكزوكشتاين، منصة IREADARABIC،
- معطف القبلات الوردية منصة IREADARABIC،
- لست مسمارا منصة IREADARABIC،
- جاد المشاكس منصة IREADARABIC،
- جيجي جابري، مطرة أحلامي، منصة عصافير
- جيجي جابري، ديمة واع واع، منصة عصافير
- سوبر جابر وجودي السريعة، منصة عصافير
- كوبٌ له غطاءٌ: (العنوان الأصلي: A Mug With a Lid)، خدمات أمازون الإلكترونية، 2015

## الجوائز
- 2015: حازت على جائزة كلير كارمايكل الأمريكية للرواية (Claire Carmichael).[3]
- Women Authoring Change Fellowship/ Hedgebrook :2016 «المرأة في التأليف للتغيير».[3]
- National Nontraditional Student Contest :2017 «مسابقة الطلبة الوطنية غير التقليدية».
- 2018: حازت روايتها «كوكب اللامعقول» على جائزة كتارا للرواية العربية عن فئة الكتابة للناشئين[25]
- 2019: فازت بجائزة عبدالحميد شومان عن روايتها «أريد عيونا ذهبية»[26]
- 2020: نالت على جائزة خليفة التربوية عن روايتها «خلف الضلع تماما»[27]
- 2020: حاز كتابها «أنا وهو» على جائزة الملتقى العربي للناشرين[28]
- 2021: تُرشحت للقائمة القصيرة لجائزة الاتصالات عن كتابها «بنطالي قصير علي»[29][30]
- 2021: تُرشحت للقائمة القصيرة لجائزة ملتقى الناشرين عن كتابها «لا نستطيع بعد» وظهر كتابها ” لا نستطيع بعد“على القائمة القصيرة جائزة ملتقى الناشرين
- 2022: فازت بجائزة الشيخ زايد للكتاب عن كتابها «لغز الكرة الزجاجية».[31]

## المشاركات
العديد من المهرجانات والمؤتمرات الأدبية استضافت دعدوش لتحاضر فيها ومنها:
- مهرجان الشارقة القرائي للطفل
- معرض أبو ظبي الدولي للكتاب
- معرض الرياض للكتاب

- مؤتمر أدب الأطفال- الحركة النقدية 2018، عمان،
- مهرجان طيران الإمارات للآداب 2020, 2023
- وملتقى الشارقة للسرد 2019

## الندوات
البحث عن شعلة الإبداع في الطفل ضرورة
Stories Just Sprout Inside You
معرض الرياض الدولي للكتاب 2022 يناقش الجوائز العربية ذات المكانة المتميزة
A Conversation with Maria Dadouch

## المقالات ووسائل الاعلام
سيف بن زايد يمنح الجوائز للفائزين بجائزة الشيخ زايد للكتاب في دورتها السادسة عشرة
16 كتاباً في القائمة القصيرة لجائزة اتصالات لكتاب الطفل
«زايد للكتاب» تكرّم الفائزين اليوم في «اللوفر»
جائزة الشيخ زايد للكتاب تعلن أسماء الفائزين بدورتها السادسة عشرة 2022
باستضافتها الفائزين القدامى.. كتارا ترعى جيلا من الأدباء عبر جائزة الرواية
جائزة كتارا للرواية العربية تعلن أسماء فائزيها
اعلان الفائزين بجائزة شومان لأدب الأطفال 2019
حوار الثقافات من خلال قصة “عمر وأوليفرحلوى العيد لشيش” للكاتبة ماريا دعدوش
منصور بن زايد يعتمد أسماء 33 فائزاً بجائزة خليفة التربوية
"الزفت الأبيض" رواية جديدة للكاتبة ماريا دعدوش
لقاء مع الكاتبة ماريا دعدوش
السورية ماريا دعدوش تنال المرتبة الأولى لجائزة أدب الأطفال في الأردن 2019-10-28
"ماريا دعدوش".. حروف إلكترونية هادفة للأطفال واليافعين
مصر في معرض الرياض الدولى للكتاب
الروائية السورية ماريا دعدوش: الكتابة لليافعين الصغار تكاد تكون مستحيلة